# فیلیپس (نبراسکا)
فیلیپس(به انگلیسی: Phillips) شهری در ایالت نبراسکا کشور ایالات متحده آمریکا است که جمعیت آن در سرشماری سال ۲۰۱۰ میلادی، ۲۸۷ نفر بوده‌است.